# II Mostra de Cinema Llatinoamericà de Lleida
La II Mostra de Cinema Llatinoamericà de Lleida va tenir lloc a Lleida entre el 15 i el 20 de gener de 1996. Fou organitzada novament pel Centre Llatinoamericà de Lleida amb el suport del Patronat de Turisme de la Paeria de Lleida i la col·laboració de la Fundació "la Caixa" i la Universitat de Lleida. Gràcies a l'èxit de l'edició anterior, per aquesta edició es va aconseguir el suport a més de l'Instituto de Cooperación Iberoamericana, el Ministeri d'Assumptes Socials d'Espanya i la Casa de América. No hi havia jurat ni es van atorgar premis.
El nombre de pel·lícules projectades es va doblar respecte l'edició anterior, tot i que separades en tres seccions: la selecció oficial, la selecció especial i una retrospectiva de cinema colombià. Hi van assistir els cineastes Federico Luppi, Silvia Italiano, Joseph Novoa, Elia Schneider i Laureano Olivares. També es va mostrar l'exposició fotogràfica de Toni Prim Guambianos.

## Selecció oficial
- Águilas no cazan moscas de Sergio Cabrera
- Amnesia de Gonzalo Justiniano
- El callejón de los milagros de Jorge Fons
- Casas de fuego de Juan Bautista Stagnaro
- Cortázar de Tristán Bauer
- Cuestión de fe de Marcos Loayza
- Dos crímenes de Roberto Sneider
- El elefante y la bicicleta de Juan Carlos Tabío
- La gente de la Universal de Felipe Aljure
- Loucos por cinema d'André Luiz Oliveira
- Mi querido Tom Mix de Carlos García Agraz
- Mujeres insumisas d'Alberto Isaac
- No te mueras sin decirme adónde vas d'Eliseo Subiela
- Sicario de José Ramón Novoa
- Sin compasión de Francisco José Lombardi

## Selecció especial
- El artista peripatético (1992) de Laura Aparici
- La deuda interna (1988) de Miguel Pereira
- La Patagonia rebelde (1974) d'Héctor Olivera
- Últimos días de la víctima (1982) d'Adolfo Aristarain
- ¡Vampiros en La Habana! (1985) de Juan Padrón

## Retrospectiva de cinema colombià
- Cóndores no entierran todos los días (1984) de Francisco Norden
- Pura sangre (1982) de Luis Ospina
- Tiempo de morir (1985) de Jorge Alí Triana
- Visa USA (1986) de Lisandro Duque Naranjo